# Bibliothèque universitaire (Budapest)
La Bibliothèque universitaire (en hongrois : Egyetemi könyvtár) désigne l'une des bibliothèques de l'Université Loránd Eötvös de Budapest. Elle est l'héritière de la Bibliotheca Universitatis, fondée par les Jésuites en 1561 à Nagyszombat. Jusqu'à la construction de la Bibliothèque nationale Széchényi, elle joue le rôle de bibliothèque d'État.
Le bâtiment actuel, situé sur Ferenciek tere a été édifié en 1876 sur les plans d'Antal Szkalnitzky, dans un style éclectique.

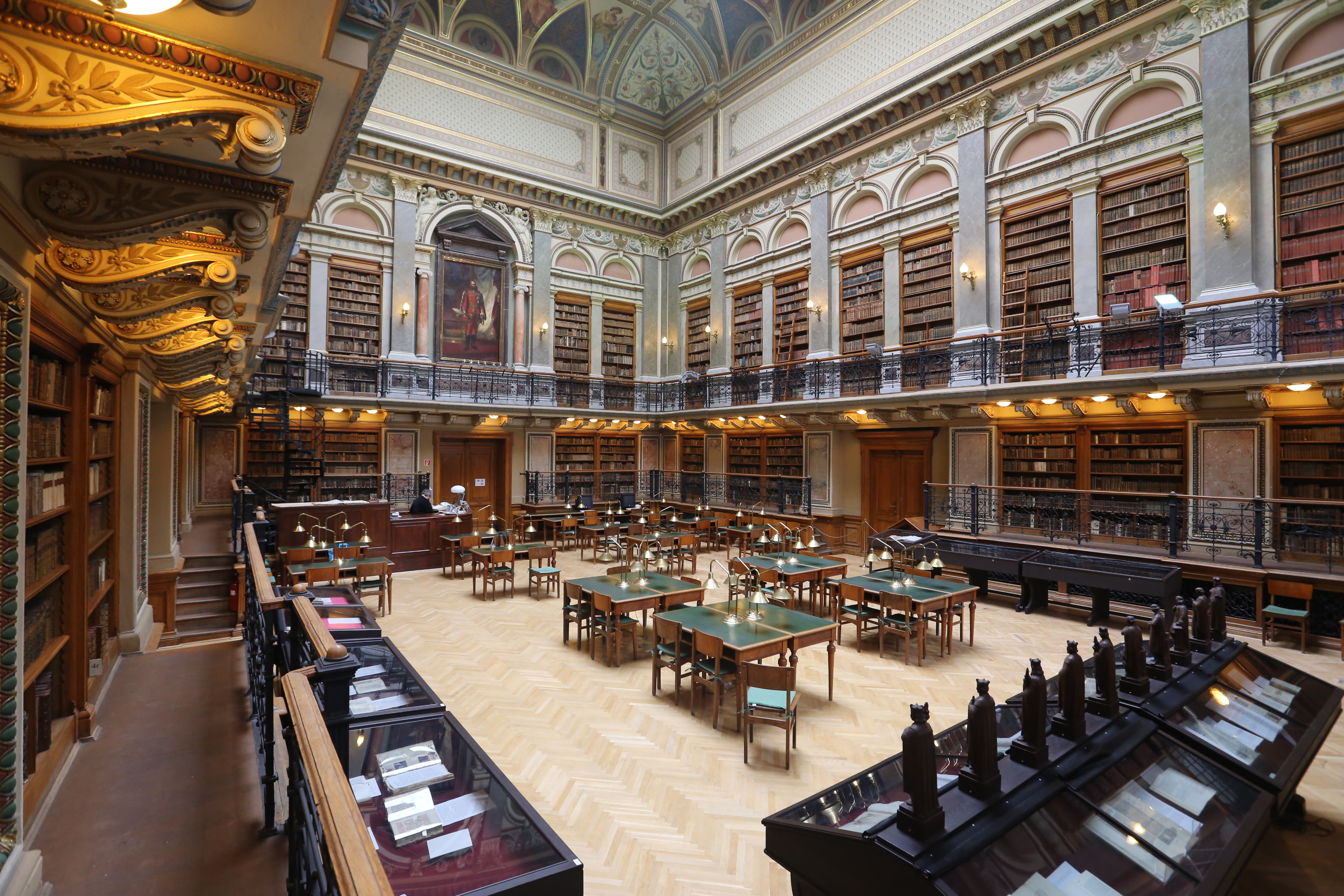
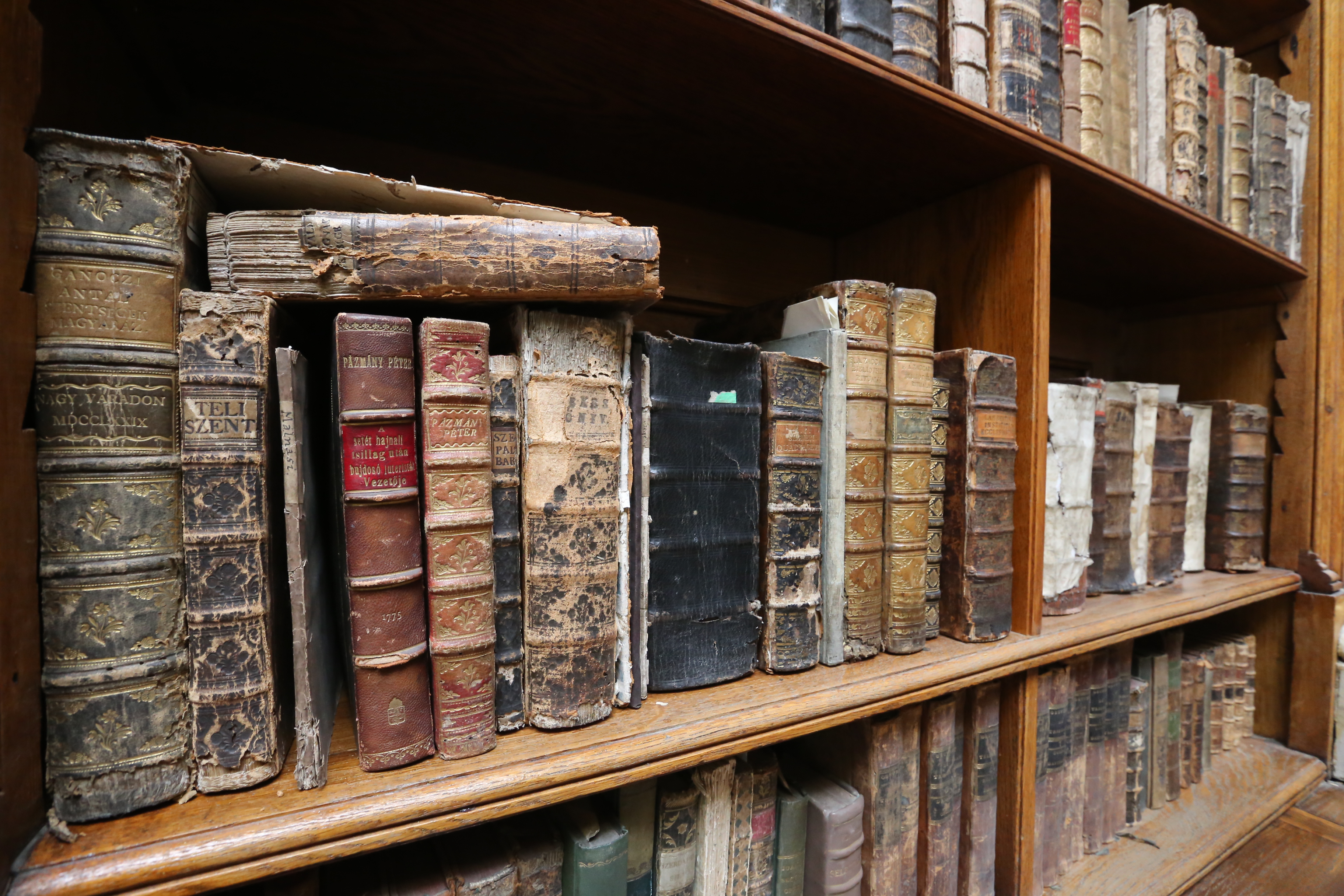
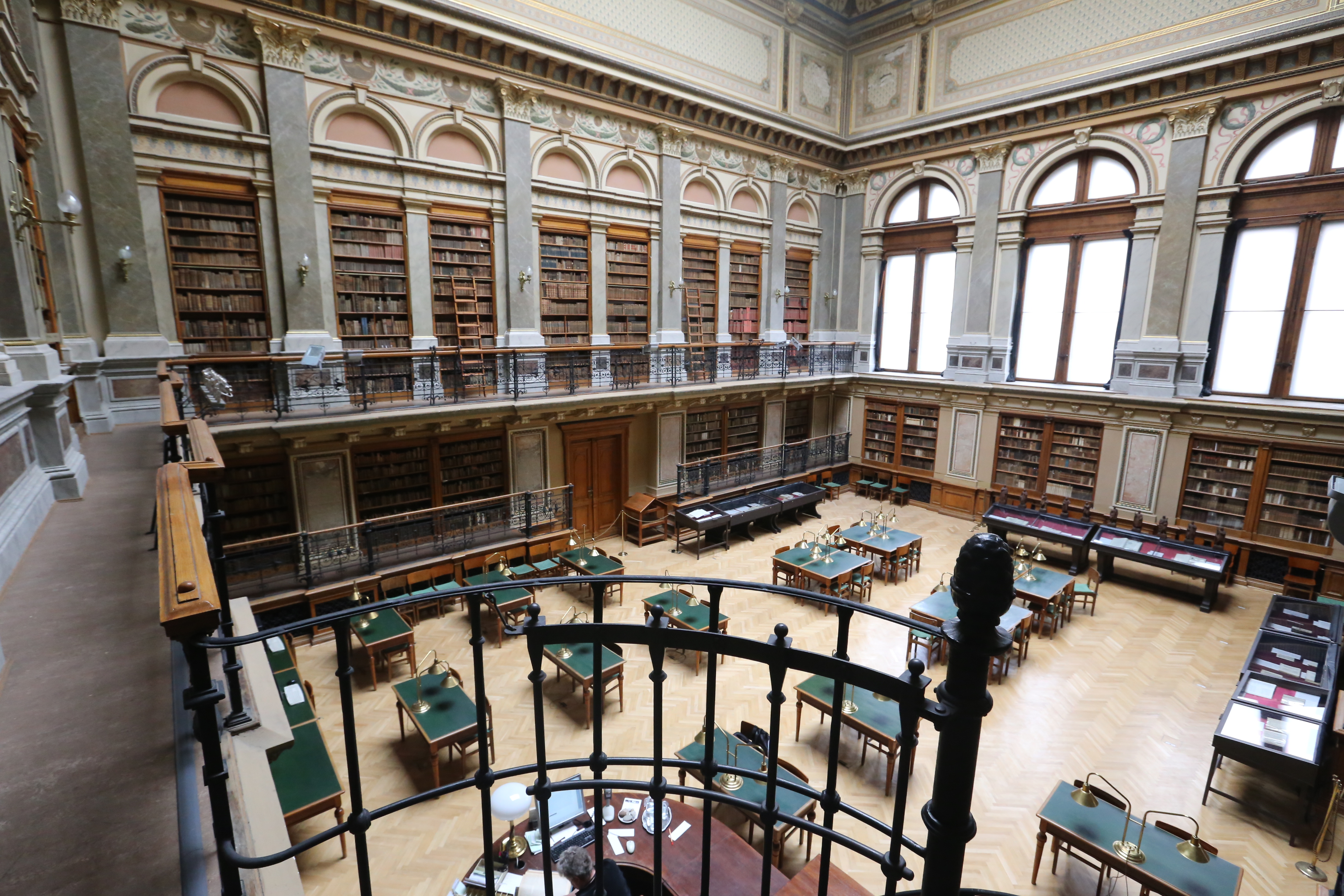
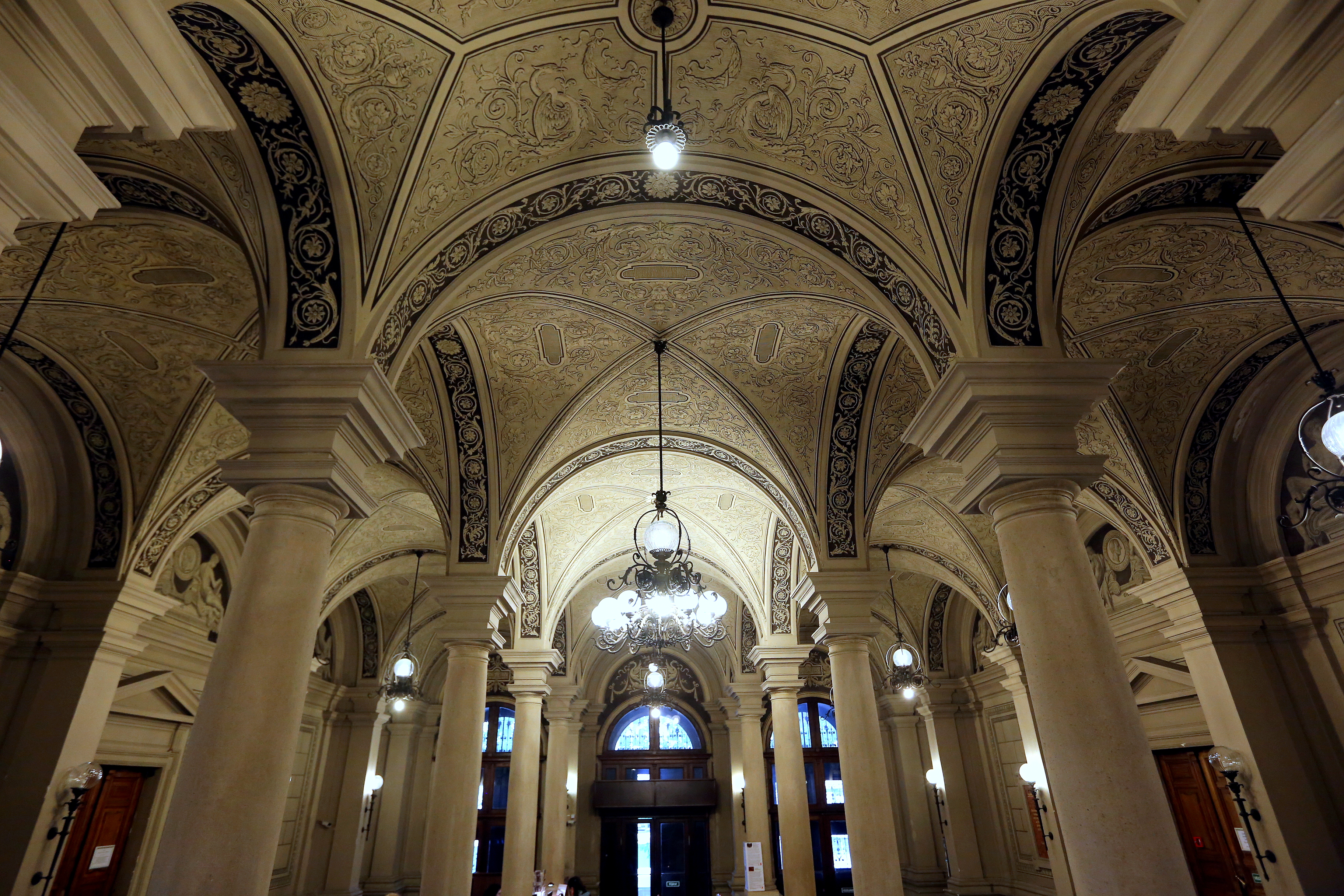